# ختم انعام
خَتْمِ اَنْعام، مراسمی مذهبی است که در آن سوره انعام با وجود جایگاه ویژه آن در نزد فرهنگ عمومی مردمان ایران، قرائت و ختم می‌شود. این مراسم بنابر شرایط مختلف فرهنگی هر منطقه، به صورت مختلفی برگزار می‌شود. در تهران و قزوین این مراسم بیشتر زنانه تعبیر می‌شود.

## اصطلاح
ختم انعام اصطلاحی فرهنگی در میان اقوام مختلف ایرانی است که مشخصاً به یک مراسمی مذهبی گفته می‌شود. در این مراسم که بیشتر زنانه است، قرائت و ختم سوره انعام صورت می‌گیرد و هدف از آن، برآورده شدن حاجت و نذر می‌باشد. شیعیان برای گره‌گشایی از مشکلات و حاجت‌خواهی، به قرآن متوسل می‌شوند و نذر ختم انعام، از جمله شکل‌های این توسل می‌باشد.

## سوره انعام
سوره انعام، ششمین سوره از قرآن است که به یکباره بر پیامبر اسلام نازل شده‌است. بنابر روایتی در منابع اسلامی، در هنگام نزول این سوره ۷۰ هزار فرشته حاضر بودند و به همین سبب است که این سوره در نزد عامه مردم، اهمیت ویژه‌ای دارد.

## فرهنگ عمومی در ایران
سیرجانی‌ها به مراسم ختم انعام، اعتقادی فراتر دارند و آن را در برآورده شدن حاجات خویش، مؤثر می‌دانند. گزارش شده‌است که اهالی ایزدخواست در آباده فارس نیز سالی یک مرتبه این مراسم را اجرا می‌کنند. پس از انقلاب اسلامی به سال ۱۳۵۷ در ایران، برپایی مراسم ختم انعام در شب یلدا در میان ساکنان فریدون‌شهر رسم یافت. به گزارش دانشنامه فرهنگ ایران، برگزاری این مراسم در چهارمحال و بختیاری نیز رواج دارد. در میان فرهنگ مردمان ایرانی، در هنگام بروز مشکلاتی چون ازدیاد مرگ و میر و خشکسالی یا برای پیشگیری از مسائلی چون به خطر افتادن سلامت و مادر و جنین و یادبود گذشتگان و سلامتی مسافران در راه و افزایش رزق و روزی، مراسم ختم انعام برگزار می‌شد.
در روستای کرود طالقان، بزرگان روستا برای جلوگیری از افزایش مرگ و میر، یک روز صبح در مسجد روستا جمع شده و نذری می‌دهند و ختم انعام برگزار می‌کنند. در اصطلاح محلی آن منطقه، به این مراسم، شیلان کشی گفته می‌شود. این مراسم به دو صورت اجرا می‌شود و در آن یا اهالی روستا پولی جمع کرده و گوسفندی تهیه م یکنند و در پایان مراسم با قربانی کردن گوسفند، اهالی روستا همگی آبگوشت می‌خورند یا آنکه هرکس غذایی را تهیه می‌کند و آن را به مسجد می‌آورد. در فرهنگ قدیمی مردم ایزدخواست نیز گزارش شده‌است که با خشکسالی و کاهش برف و باران، مراسم باران‌خواهی که در اصطلاح محلی دیگ جوش نام‌داشت با همراهی مراسم ختم انعام صورت می‌گرفت. ساکنان شهر لار استان فارس، در مراسمی به نام لول‌اندازون یا قرآن‌اندازون، گردن‌بندی طلا مزین به آیات قرآن را تدارک می‌بینند و پس از ختم سورهٔ انعام به گردن دختر باردارشان می‌اندازند تا در تمام دوران بارداری و شیردهی به‌عنوان محافظ در گردن نگاه دارد. این مراسم در تهران و قزوین بیشتر یک مراسم زنانه به حساب می‌آید. در تهران برای مراسم ختم انعام، سفره‌ای نیز تهیه می‌شود که به سفره ختم انعام شناخته می‌شود و با پذیرایی میوه، چای و شربت همراه است. در این مراسم به عنوان تبرک، شله زرد، حلوا و شیرینی نیز تهیه می‌شود. در ایزدخواست، مقداری نمک، چند عدد نان، ظرفی آب و یک بشقاب پنیر در سینی بزرگ وسط اتاق می‌گذارند تا بنا به اعتقاد آنها در هنگام خواندن کلام‌الله، متبرک شوند. بعد از ختم انعام و افطار مهمانان، آب متبرکِ درون ظرف بین مهمانان و صاحب‌خانه تقسیم می‌شود.